# Моника Мейхем
Моника Мейхем (англ. Monica Mayhem, род. 14 марта 1978 года) — австралийская порноактриса и танцовщица экзотических танцев. В 2002 году выиграла премию XRCO Award в номинации «Старлетка года».

## Биография
Мейхем родилась в австралийском городе Брисбене, посещала старшую школу Кенмора, но так и не смогла закончить её. До прихода в порноиндустрию работала в финансовой сфере в Сиднее, а затем в компании International Petroleum Exchange в Лондоне.
Свою карьеру в порноиндустрии Моника начала как танцовщица в стрип-клубе Spearmint Rhino на Тоттенхэм-Корт-Роуд. В декабре 2000 года девушка переехала в США и начала сниматься в порнографических фильмах. Её дебютной работой стала сцена из фильма Real Sex Magazine 38, в которой она снялась вместе с Ли Стоуном. В 2002 году Моника получила награды XRCO Award в категории «Старлетка года» и FOXE Award — «Самка года».
Кроме съёмок в порнофильмах она была вокалисткой и гитаристкой в группе Sweet Avenge. В 2008 году она получила небольшую роль в фильме «Секс в большом городе».
В 2009 году Мейхем написала автобиографическую книгу «Absolute Mayhem: Confessions of an Aussie Porn Star», опубликованную в Random House Australia в Австралии и Skyhorse Publishing в США в 2010 году. В 2011 году издательство Camion Noir опубликовало французский перевод книги.
В августе 2010 года Мейхем объявила об уходе из порноиндустрии и о своей помолвке с австралийским ветеринаром.

## Премии и номинации
- 2002 XRCO Award — Старлетка года[12]
- 2010 номинация на AVN Awards в категории Best All-Girl Group Sex Scene за фильм «The Violation of Harmony» (вместе с Дженнифер Дарк, Одри Холландер, Хармони Роуз, Гвен Саммерс и Холли Уэллин)